# Макфиърсън (окръг, Канзас)
Вижте пояснителната страница за други значения на Макфиърсън.
Окръг Макфиърсън (на английски: McPherson County) е окръг в щата Канзас, Съединени американски щати. Площта му е 2334 km², а населението - 29 523 души. Административен център е град Макфиърсън.